# Centro Cultural Martim Cererê
O Centro Cultural Martim Cererê é um complexo cultural localizado no Setor Sul em Goiânia, Goiás. Inaugurado em 20 de outubro de 1988 pelo governo estadual, é um dos principais centros culturais da cidade e um verdadeiro marco da cena artística goiana.

## Nome
O nome do Centro Cultural Martim Cererê foi inspirado numa peça homônima do autor modernista Cassiano Ricardo, publicada em 1928 e que reimagina a história do Brasil com um indígena, um negro e um brando tomando o poder. O nome foi escolhido porque o espaço, antes de sua inauguração, foi ocupado pelo diretor teatral Marcos Fayad para ensaiar sua adaptação de Martim Cererê.

## História

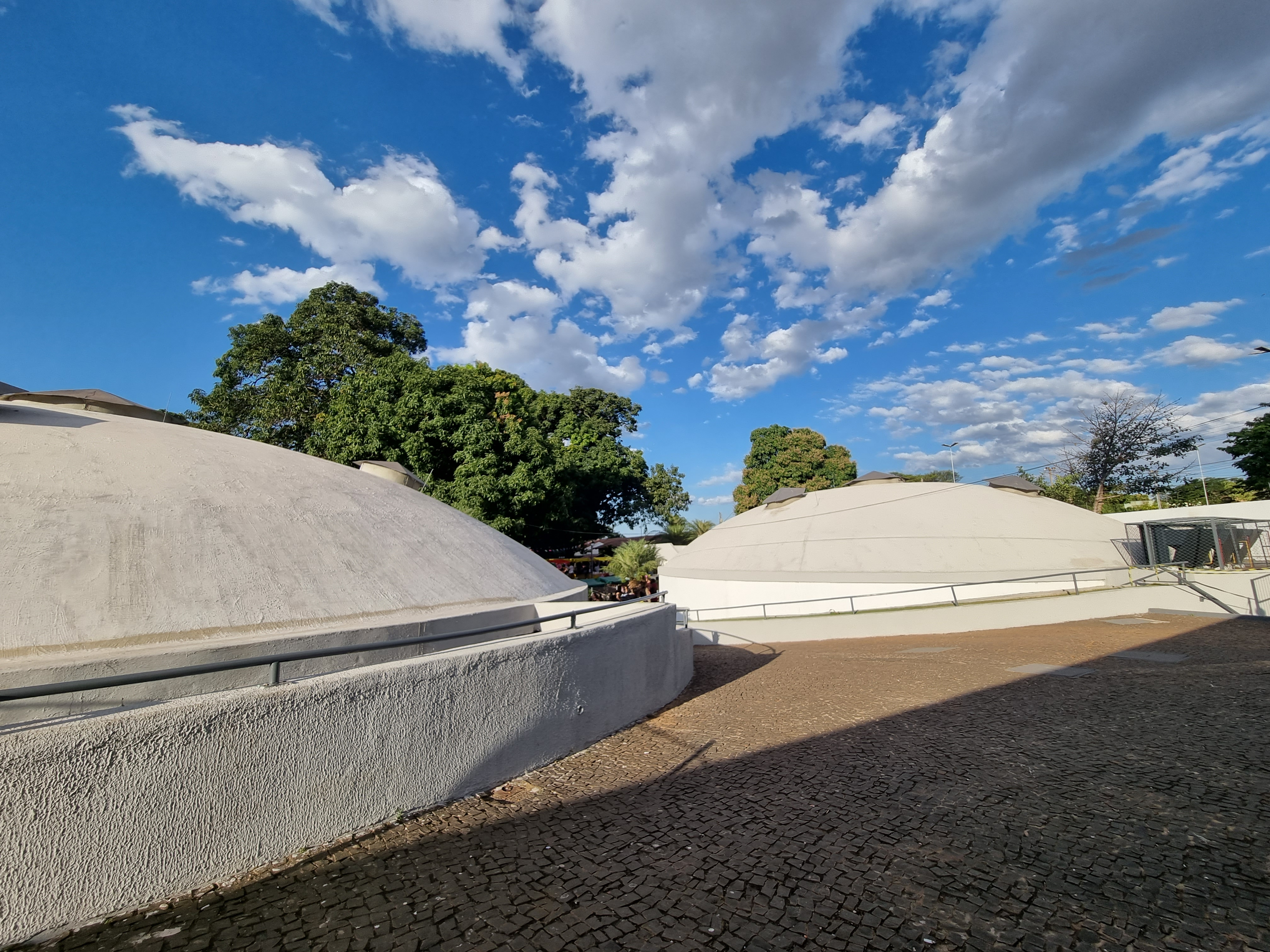
Cúpulas dos teatros Yguá e Pyguá em junho de 2023.

Originalmente a estrutura do Martim Cererê fazia parte de antigos reservatórios de água da Empresa de Saneamento do Estado de Goiás (Saneago). Cada reservatório tinha capacidade para armazenar um volume de 1.015 metros cúbicos e ambos tinham 4 metros de altura e 18 metros de diâmetro. Foi o primeiro sistema de abastecimento de água de Goiânia, recebendo águas do córrego Areião. No local havia ainda um filtro de areia que era utilizado para o tratamento da água. As caixas d'água se tornaram ícone do Setor Sul e acabaram virando alvo de lendas urbanas segundo as quais foram usadas como câmara de tortura durante a ditadura militar após terem sido desativadas pela Saneago. A história, negada pelas autoridades e confirmada por moradores da região, chegou a ser investigada pela Comissão Estadual da Memória, Verdade e Justiça (CEMVJ), sem nenhuma comprovação do fato. Há, inclusive, relatos de fantasmas que seriam dos militantes supostamente assassinados ali pelas forças da repressão.
Durante a redemocratização, no governo de Henrique Santillo (1987–1991), o então secretário estadual da cultura Kleber Adorno propôs transformar os reservatórios abandonados num espaço de culutra para a população. O projeto de transformação do local ficou a cargo do arquiteto e músico Gustavo Veiga, que transformou os antigos reservatórios de água em teatros e propôs a instalação de outras áreas físicas para receber eventos culturais diversos. À época, a administração do terreno havia sido transferida à Companhia Energética de Goiás (Celg), que planejava construir um edifício de 22 andares no local. Segundo o então superintendente de ação cultural, Marcos Brandão, a classe artística se mobilizou para evitar a destruição do local e Santillo cedeu à ideia de transformar o espaço num centro cultural após visitar a um dos ensaios da peça Martim Cererê de Fayad.

## Estrutura
As dependências do Centro Cultural Martim Cererê são compostas por dois pequenos teatros (as antigas caixas d'água), um teatro de arena (localizado no local do antigo filtro de areia), uma área aberta e um bar. Seguindo a temática da obra de Cassiano Ricardo, todos os espaços têm nomes indígenas:
- Teatro Yguá ("lugar de guardar água" em xavante[1]): capacidade para 190 pessoas.[2]
- Teatro Pyguá ("caverna da água" em xavante[1]): capacidade para 290 pessoas.[2]
- Anfiteatro Ytakuá ("buraco na pedra" em xavante[1]): teatro de arena com capacidade para 500 pessoas.[2]
- Bar Karuhá ("lugar de comer" em xavante[1]): capacidade para 150 pessoas.[2]

## Utilização
O Centro Cultural é utilizado principalmente para eventos de música alternativa, já tendo sediado os festivais Bananada e Vaca Amarela, em suas primeiras edições, além do Goiânia Noise. Segundo o Diário da Manhã, a partir de meados da década de 2000, o Martim Cererê se tornou "o principal reduto do rock and roll goiano, dando espaço para uma veia cultural que até então parecia não existir em Goiânia". Dentre as bandas que já tocaram no local, vale destacar o Boogarins, que fez seu primeiro show no local, e a Carne Doce, que lançou um disco em homenagem ao espaço. Segundo o guitarrista desta última, Macloys Aquino, "o Cererê é mais que um mero espaço físico, é um lugar de afeto, de encontros e amizades, de romances e tretas, e principalmente um lugar de trabalho, laboratório onde não só a gente, mas vários artistas goianos vivenciaram o sonho de ser uma banda".